# Sandaucourt
Sandaucourt – miejscowość i gmina we Francji, w regionie Grand Est, w departamencie Wogezy.
Według danych na rok 1990 gminę zamieszkiwały 204 osoby, a gęstość zaludnienia wynosiła 19 osób/km² (wśród 2335 gmin Lotaryngii Sandaucourt plasuje się na 841. miejscu pod względem liczby ludności, natomiast pod względem powierzchni na miejscu 554.).